# Collyria iberica
Collyria iberica là một loài tò vò trong họ Ichneumonidae.